# Askja
Askja es un volcán de Islandia. Es el cráter más grande de la caldera volcánica de Dyngjufjöl ubicado en las Tierras Altas de Islandia. Se encuentra a 32 km al norte de Vatnajökull, el mayor glaciar islandés, en la zona meridional de la región de Norðurland Eystra.
Sus cumbres, por encima de los 1.510 m s. n. m., rodean un lago de 11 kilómetros cuadrados que reside en la concavidad. El volcán hizo erupción en 1875.